# Торгау-Ошац (район)
Торгау-Ошац (нем. Torgau-Oschatz) — бывший район в Германии.
Центр района — город Торгау. Район входил в землю Саксония. Подчинён был административному округу Лейпциг. Занимал площадь 1167,53 км². Население 94,2 тыс. чел. (2007). Плотность населения 81 человек/км².
Официальный код района 14 3 89.
В ходе саксонской коммунальной реформы с 1 августа 2008 года стал частью объединённого Северная Саксония в составе новообразованного дирекционного округа Лейпциг.
Район подразделялся на 21 общину.

## Города и общины

### Города
1. Бельгерн (5.044)
2. Дален (4.959)
3. Доммич (2.960)
4. Мюгельн (4.677)
5. Ошац (15.891)
6. Торгау (18.140)
7. Шильдау (3.692)

### Общины
1. Арцберг (2.239)
2. Байльроде (2.642)
3. Вермсдорф (5.842)
4. Гростребен-Цветау (2.031)
5. Драйхайде (2.421)
6. Зорнциг-Аблас (2.339)
7. Кафертиц (2.519)
8. Либшюцберг (3.426)
9. Мокрена (5.510)
10. Наундорф (2.622)
11. Пфлюкуфф (2.445)
12. Троссин (1.493)
13. Цинна (1.655)
14. Эльсниг (1.673)

### Объединения общин

#### Управление Торгау
(30 июня 2007)